# Stafford (Kansas)
Stafford è un comune degli Stati Uniti d'America, situato nello Stato del Kansas, nella contea di Stafford.